# Cuevas de Almudén (kommunhuvudort)
Cuevas de Almudén är en kommunhuvudort i Spanien.   Den ligger i provinsen Provincia de Teruel och regionen Aragonien, i den östra delen av landet, 240 km öster om huvudstaden Madrid. Cuevas de Almudén ligger 1 285 meter över havet och antalet invånare är 123.
Terrängen runt Cuevas de Almudén är kuperad åt sydost, men åt nordväst är den platt. Runt Cuevas de Almudén är det mycket glesbefolkat, med 2 invånare per kvadratkilometer. Närmaste större samhälle är Escucha, 9,2 km norr om Cuevas de Almudén. Trakten runt Cuevas de Almudén består till största delen av jordbruksmark.